# Azkaine
Azkaine (en francès i oficialment Ascain) és un municipi d'Iparralde al territori de Lapurdi, que pertany administrativament al departament dels Pirineus Atlàntics (regió de la Nova Aquitània).
La comuna va ser coneguda amb diferents grafies al llarg de la Història com Escan cap al 1140, Scain el 1235, Azcayn el 1302, Scainh en 1450 i Ascaing en 1552. Azkaine fa al sud frontera amb Espanya estant travessada pel riu Nivelle i pròxima al cim del mont Larrun (en francès, La Rhune). Limita al nord amb Donibane Lohitzune, al nord-oest amb Ziburu, a l'est amb Senpere, a l'oest amb Urruña, al sud-est amb Sara i al sud amb Bera, a Navarra.

## Demografia
| Evolució de la població |      |      |      |       |       |       |       |       |
| 1793                    | 1800 | 1806 | 1821 | 1831  | 1836  | 1841  | 1846  | 1851  |
| 688                     | 766  | 820  | 833  | 1 014 | 1 041 | 1 132 | 1 297 | 1 272 |

| 1856  | 1861  | 1866  | 1872  | 1876  | 1881  | 1886  | 1891  | 1896  |
| ----- | ----- | ----- | ----- | ----- | ----- | ----- | ----- | ----- |
| 1 113 | 1 162 | 1 116 | 1 171 | 1 173 | 1 212 | 1 225 | 1 150 | 1 128 |

| 1901  | 1906  | 1911  | 1921  | 1926  | 1931  | 1936  | 1946  | 1954  |
| ----- | ----- | ----- | ----- | ----- | ----- | ----- | ----- | ----- |
| 1 157 | 1 178 | 1 240 | 1 216 | 1 354 | 1 510 | 1 460 | 1 376 | 1 474 |

| 1962  | 1968  | 1975  | 1982  | 1990  | 1999  | 2006 | 2011 | 2016 |
| ----- | ----- | ----- | ----- | ----- | ----- | ---- | ---- | ---- |
| 1 605 | 1 683 | 1 876 | 2 159 | 2 653 | 3 097 | -    | -    | -    |

| 2019 | - | - | - | - | - | - | - | - |
| ---- | - | - | - | - | - | - | - | - |
| -    | - | - | - | - | - | - | - | - |

## Fills il·lustres d'Azkaine
- Sebastien Gonzalez, pilotari.
- Pampi Laduche, pilotari.